# 톡스 (프로토콜)
톡스(Tox)는 단대단 암호화를 제공하는 P2P 인스턴트 메신저 및 화상 통화 프로토콜이다. 프로젝트의 언급된 목표는 누구에게나 안전하지만 쉽게 접근할 수 있는 통신을 제공하는 것이다. 이 프로토콜의 참조 구현은 GNU GPL-3.0 이상의 자유-오픈 소스 소프트웨어로 출판된다.

## 같이 보기
- 자유-오픈 소스 소프트웨어 패키지 목록